# 나가미네 야스마사
나가미네 야스마사(일본어: 長嶺 安政, 1954년 4월 16일~)는 일본의 전 외교관으로 최고재판소 재판관을 지냈다.

## 인물
도쿄도 출신으로 도쿄 교육대학 부속 고마바 고등학교(현 쓰쿠바 대학 부속 고마바 고등학교)를 거쳐 도쿄 대학 교양학부 교양학과에 입학했다. 재학 중에 외무공무원 채용 시험에 합격했고 1977년에는 도쿄 대학을 졸업한 뒤 외무성에 입성했다. 1978년 영국 옥스퍼드 대학교에 유학, 1980년 7월에 스페셜 디플로마를 취득했다.

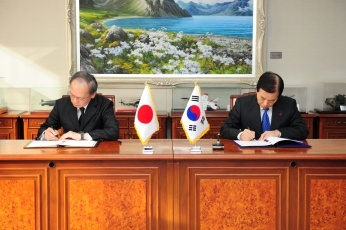
한일군사정보보호협정에 서명하는 나가미네 대사

주샌프란시스코 총영사(2007년 ~2010년), 외무성 국제법 국장(2010년~2012년), 주네덜란드 특명전권대사(2012년~2013년), 외무심의관(2013년~2016년), 주대한민국 특명전권대사(2016년~2019년), 주영국 특명전권대사(2019년~2020년), 최고재판소 재판관(2021년~2024년) 등을 맡았다.
주한 일본 대사 재임 시절, 한일간 위안부 합의, 한일군사정보보호협정 체결에 상당한 역할을 하였다. 2017년 1월 9일, 부산 주재 일본 총영사관 앞에 평화의 소녀상을 설치한 것을 놓고 일본 정부가  “한일간 위안부 합의에 바탕을 두고 당장 철거될 소녀상을 대한민국 정부가 일본측의 소녀상 철거 요구에 응하지 않고 있다”라는 합의 위반에 대한 항의 표시로 부임지인 서울에서 일시 귀국 조치 명령을 받았다. 동년 4월 4일 북한의 미사일 발사로 한일간의 안보 협력에 대한 필요성이 높아지면서 박근혜 전 대통령의 파면으로 대통령 선거가 조기에 실시된 것 등을 종합적으로 판단한 일본 정부의 결정으로 85일 만에 대한민국으로 귀임했다.

## 주요 경력
- 1992년 3월: 내각법제국 참사관(제3부)
- 1995년 1월: 구아국 서구 제2과장
- 1996년 7월: 외무성 조약국 법규과장
- 1998년 8월: 주인도 일본대사관 공사
- 2001년 1월: 주영국 일본대사관 공사
- 2002년 7월: 대신관방 참사관 겸 북미국 참사관
- 2004년 7월: 대신관방 심의관 겸 조약국 심의관
- 2004년 8월: 조약국이 국제법국으로 변경
- 2006년 7월: 대신관방 심의관 겸 종합외교정책국 심의관
- 2007년 8월: 주샌프란시스코 총영사
- 2010년: 국제법 국장[3]
- 2012년 9월 11일: 주네덜란드 특명전권대사
- 2013년 7월: 외무심의관(경제)
- 2016년 8월: 주대한민국 특명전권대사
- 2017년 1월: 한일 위안부 합의 위반에 대한 항의로 부임지에서 일시 귀국 조치를 받음[1]
- 2017년 4월: 부임지인 서울로 귀임
- 2019년 10월: 주영국 특명전권대사[4]
- 2021년 2월 8일 : 최고재판소 재판관